# En man som heter Ove
En man som heter Ove (Um Homem Chamado Ove) é um filme sueco de comédia dramática de 2015 dirigido e escrito por Hannes Holm, baseado no romance homônimo de Fredrik Backman.

## Sinopse
Ove (Rolf Lassgård) é um senhor de 59 anos, viúvo e rabugento com todos a sua volta, especialmente no condomínio onde reside. Pretende suicidar-se para juntar-se logo a esposa. Porém suas tentativas são frustradas involuntariamente pela chegada de seus novos vizinhos da casa em frente, a família da esposa grávida Parvaneh (Bahar Pars).
Inicia-se então uma amizade inesperada, onde Ove revê seu passado criado pelo pai ferroviário, seu encontro com a futura esposa Sonja (Ida Engvoll), as férias na Espanha, a relação conturbada com funcionários da prefeitura, a parceria e rivalidade com Rune (Börje Lundberg) na administração do condomínio. Ao mesmo tempo que adota novas atitudes, inclusive adotando um gato que antes desprezava.

## Elenco
- Rolf Lassgård – Ove
- Bahar Pars – Parvaneh
- Filip Berg – Ove (jovem)
- Ida Engvoll – Sonja, esposa de Ove
- Chatarina Larsson – Anita, esposa de Rune
- Börje Lundberg – Rune, vizinho com paralisia
- Tobias Almborg – Patrick, marido de Parvaneh
- Klas Wiljergård – Jimmy, filho de Rune e Anita
- Poyan Karimi – Mirsad, parceiro de Adrian
- Simon Edenroth – Adrian, parceiro de Mirsad
- Johan Widerberg – funcionário da prefeitura
- Stefan Gödicke – Pai de Ove
- Anna-Lena Bergelin – jornalista

## Produção
O filme foi gravado em Trollhättan, Venersburgo, Gotemburgo, Estocolmo e Maiorca.

## Prêmios e indicações
O filme foi nomeado ao prêmio Satellite Award de melhor filme estrangeiro e no Oscar 2017 nas categorias de melhor maquiagem e penteados e melhor filme estrangeiro.

## Remake
Um remake americano está sendo produzido por Tom Hanks, que também estrelará o filme. Em janeiro de 2022, foi anunciado que o filme, intitulado A Man Called Otto, seria dirigido por Marc Forster, com David Magee escrevendo o roteiro. As filmagens começaram em fevereiro de 2022 em Pittsburgh com Mariana Treviño, Rachel Keller e Manuel Garcia-Rulfo coestrelando ao lado de Hanks.  Em fevereiro de 2022, a Sony Pictures adquiriu os direitos de distribuição mundial do filme por US$ 60 milhões, o maior já pago por um filme no Festival Internacional de Cinema de Berlim, e o definiu para um lançamento em 25 de dezembro de 2022 nos Estados Unidos. 